# Remtergang

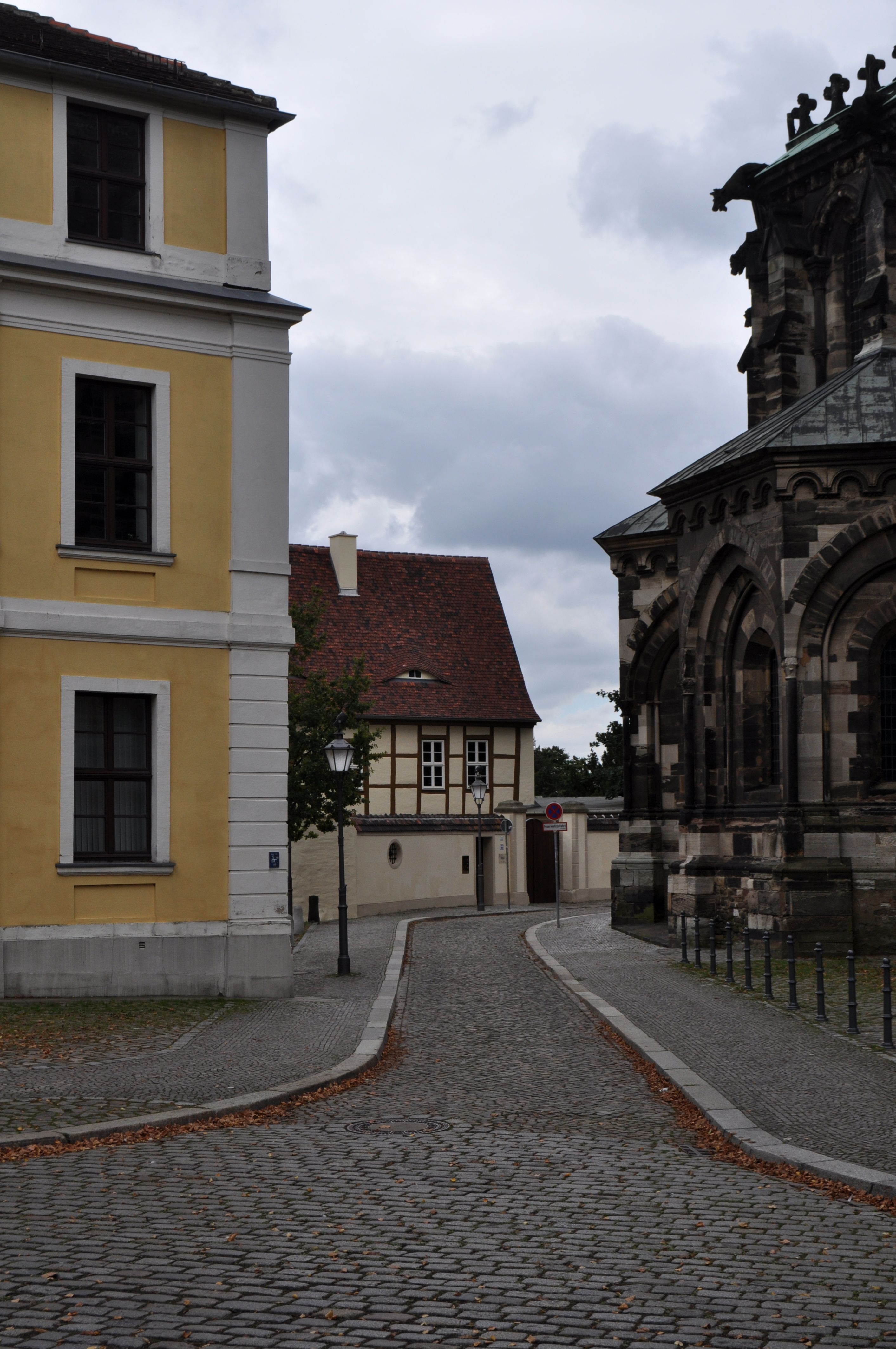
Einmündung des Remtergangs auf den Domplatz, 2013

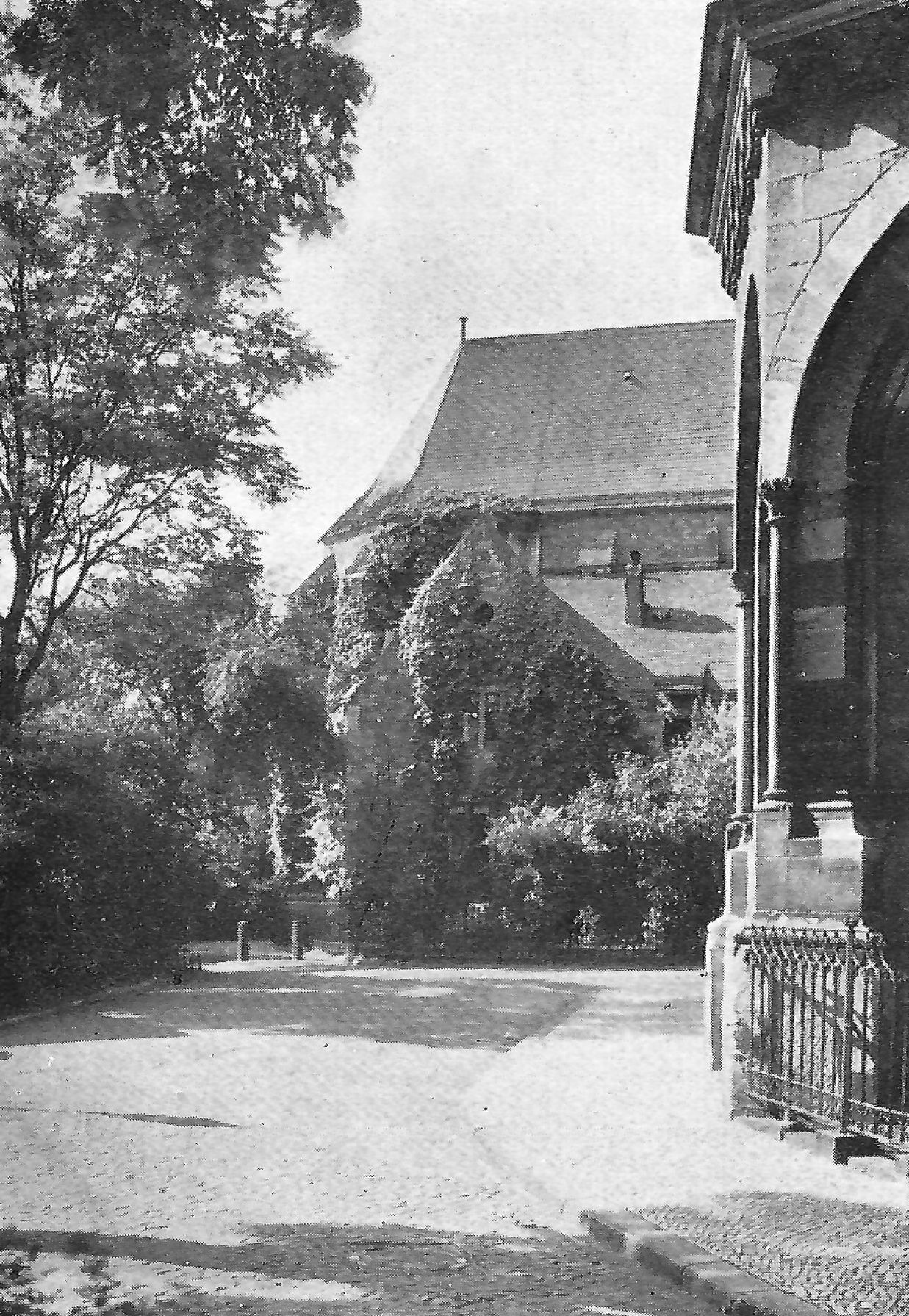
Remtergang in den 1920er Jahren

Der Remtergang ist eine Straße in Magdeburg in Sachsen-Anhalt.

## Lage und Verlauf
Die kleine und schmale Straße befindet sich in der Magdeburger Altstadt. Sie beginnt an der südöstlichen Ecke des Domplatzes und verläuft dann in südöstliche Richtung, wobei sie auf der Ostseite um den Chor des Magdeburger Doms herumführt. An ihrem südlichen Ende knickt sie scharf nach Osten ab und führt durch den Tatarenturm hindurch, um schließlich auf den Fürstenwall einzumünden. Der Remtergang ist nur fuß- und radläufig durchgängig passierbar.
Die Hausnummerierung besteht nur aus der Nummer 1 auf der Ostseite und der Nummer 2 auf der Westseite.
Im 19. Jahrhundert bestand jedoch davon abweichend eine im Süden mit der Nummer 1 beginnende Nummerierung, die dann auf der Ostseite bis zur Nummer 4 aufstieg.

## Geschichte
Das nördlichste Teilstück des heutigen Remtergangs wurde von 1310 bis 1630 vom Bischofsgang überspannt. 1632 erwähnte Otto von Guericke, auf einem von ihm gezeichneten Lageplan, den jetzigen Remtergang als Platz vor dem Kapitelhaus. Er war nur über einen schmalen Torweg vom Platz vor der Möllenvogtei aus erreichbar und endete nach Süden als Sackgasse. Durch den sich westlich an den Gang anschließenden Kreuzgang des Magdeburger Doms war es jedoch möglich nach Westen in Richtung Düstere Pforte zu gelangen. Im Jahr 1798 wurde die Bezeichnung Gang zum Kapitelhof verwandt. In der Zeit von 1817 bis 1838 bestand der Name Am Dom, von 1838 bis 1899 dann die Benennung Am Dom. In der kurzen Zeit von 1897 bis 1899 wurde dieser Name auch für die ehemalige Domstraße südlich des Doms genutzt. 1899 erhielt dann der Remtergang seinen heutigen Namen. Der Name bezieht sich auf den Remter, einen ehemaligen Speisesaal der Domherren östlich des Kreuzgangs des Doms. In diesem Jahr wurde die Straße nach Süden verlängert und der dann am südöstlichen Ende des Remtergangs befindliche Tatarenturm mit einem Torweg durchbrochen, so dass ein Zugang vom Remtergang zum östlich gelegenen Fürstenwall entstand.

## (Historische) Häuser des Remtergangs
| Hausnummer  | Name                        | Bemerkungen | Bild                              |
| ----------- | --------------------------- | --- | --------------------------------- |
| 1 a (alt)   | Haus am Torweg              | Im Jahr 1631 lebte in dem kleinen Haus der Glockenzieher und Kalkant. 1647 lebte im Gebäude die Witwe des Kirchenknechts. Peter Schneider, Kalfaktor der neuen Domschule, wurde dann 1685 erwähnt. Auch 1685 war es Wohnung eines Kalfaktors. Diese Nutzung blieb länger bestehen. 1724 wurde der Kalfaktor und Almosenkollektor Dunte erwähnt. Auch 1750 galt es noch als Häuschen des Kalfaktors. |                                   |
| 1 b (alt)   |                             | Das Gebäude bestand als Nebenhaus der Nummer 1. Nach der Zerstörung der Stadt Magdeburg im Jahr 1631 wurde das Haus zunächst als Wohnung des Kirchenknechts genutzt, später für den Syndikus des Syndikats des Domkapitels Magdeburg. Wohl im Jahr 1650 wurde das Grundstück mit dem benachbarten Grundstück des Syndikats, Remtergang 1, zusammengelegt. Im Haus befanden sich nun Syndikatsräume und auch die Gerichtsstube. |                                   |
| 1           | Remtergang 1                | siehe Hauptartikel | Remtergang 1                      |
| 1 c (alt)   | Kapitelhaus des Domkapitels | Schon im Mittelalter befand sich hier das Kapitelhaus des Domkapitels Magdeburg. Es befand sich so zwischen dem heute noch bestehenden Syndikatsgebäude (Remtergang 1) und dem Ostflügel des Kreuzgangs des Magdeburger Doms. Von der im Dom befindlichen Sebastianskapelle, die später als Militärsakristei genutzt wurde, führte eine Treppe samt Gang zum Kapitelhaus. Es ist überliefert, dass während der Auseinandersetzungen im Zuge der Einführung der Reformation im Jahr 1524 der Sangmeister vor ihn verfolgenden aufgebrachten Gläubigen durch den Gang in das Kapitelhaus floh. Vom großen Saal des Kapitelhaus, in dem wohl auch Festlichkeiten durchgeführt wurden, führte eine Tür direkt zum angrenzenden Syndikatsgebäude. Der Festsaal hatte 17 Fenster. Seine Wände waren mit Porträts von Stiftsherren versehen. Die Eingangstür zum Saal war prächtig gestaltet und mit Schmuckelementen aus Marmor und Alabaster versehen. Eine im Kulturhistorischen Museum Magdeburg befindliche Kopie des sogenannten Domherrenhumpens aus dem Jahr 1600, mit den Wappen der damaligen Domherren, dürfte ursprünglich zur Ausstattung des Festsaals gehört haben. Im Erdgeschoss des Hauses befand sich die Ritterstube. In ihr wurde im Jahr 1806 das beschlagnahmte Inventar des Prinzen Louis Ferdinand aufbewahrt und die Stube daraufhin versiegelt. 1811 wurde hier dann, auf Befehl Napoleons, das Inventar versteigert. Das im Haus ebenfalls befindliche Kapitelzimmer diente als Versammlungsort für die Generalkapitel. 1830 wurde das Haus wegen Baufälligkeit abgerissen. | Grundstück Remtergang 1c, 2024    |
| 1 d (alt)   |                             | Das Gebäude wurde im Jahr 1671 für den Domkämmerer Joh. Bilzing, unmittelbar an das Kapitelhaus (1 c) angrenzend, errichtet. Bilzing hatte das Recht, den Brunnen des Kapitelhauses mit zu benutzen. Es wird angenommen, dass das Haus auch im 18. Jahrhundert als Wohnsitz des jeweiligen Domkämmerers genutzt wurde. Zumindest ist für 1724 als Bewohner der Kämmerer Lübeck überliefert. Auch in einem Verzeichnis aus dem Jahr 1750 wird es als des Kämmerers Wohnung bezeichnet. Es gibt auch die Annahme, dass die Nummer 1 d ganz oder in Teilen mit der Nummer 2 identisch ist. |                                   |
| ohne Nummer | Tatarenturm                 | siehe Hauptartikel | Tatarenturm, Blick von Nordwesten |
| 2           | Remtergang 2                | siehe Hauptartikel | Remtergang 2 im Jahr 2024         |
| ohne Nummer | Chor des Magdeburger Doms   | siehe Hauptartikel | 19. Jahrhundert · 1957 · 2022     |